# Hexachaeta major
Hexachaeta major es una especie de insecto del género Hexachaeta de la familia Tephritidae del orden Diptera.

## Historia
Macquart la describió científicamente por primera vez en el año 1847.